# Ferdinand Schiller (inženýr)
Ferdinand Schiller (23. ledna 1858 Praha-Nové Město – 15. prosince 1925 Praha-Holešovice) byl rakouský a český inženýr chemie a politik, na počátku 20. století poslanec Českého zemského sněmu.

## Biografie
Profesí byl chemik, publikoval práce z oboru cukrovarnictví. Počátkem 20. století se uvádí jako inženýr z Prahy. Byl též průmyslníkem a zasedal v pražském obecním zastupitelstvu.
Počátkem století se zapojil i do zemské politiky. Ve volbách v roce 1908 byl zvolen do Českého zemského sněmu v kurii městské, obvod Praha-Hradčany, Královský Vyšehrad, Holešovice-Bubny. Politicky se uvádí coby člen mladočeské strany. Kvůli obstrukcím se ovšem sněm ve svém plénu po roce 1908 fakticky nescházel.
Zemřel po krátké nemoci v prosinci 1925.